# Sipsmith

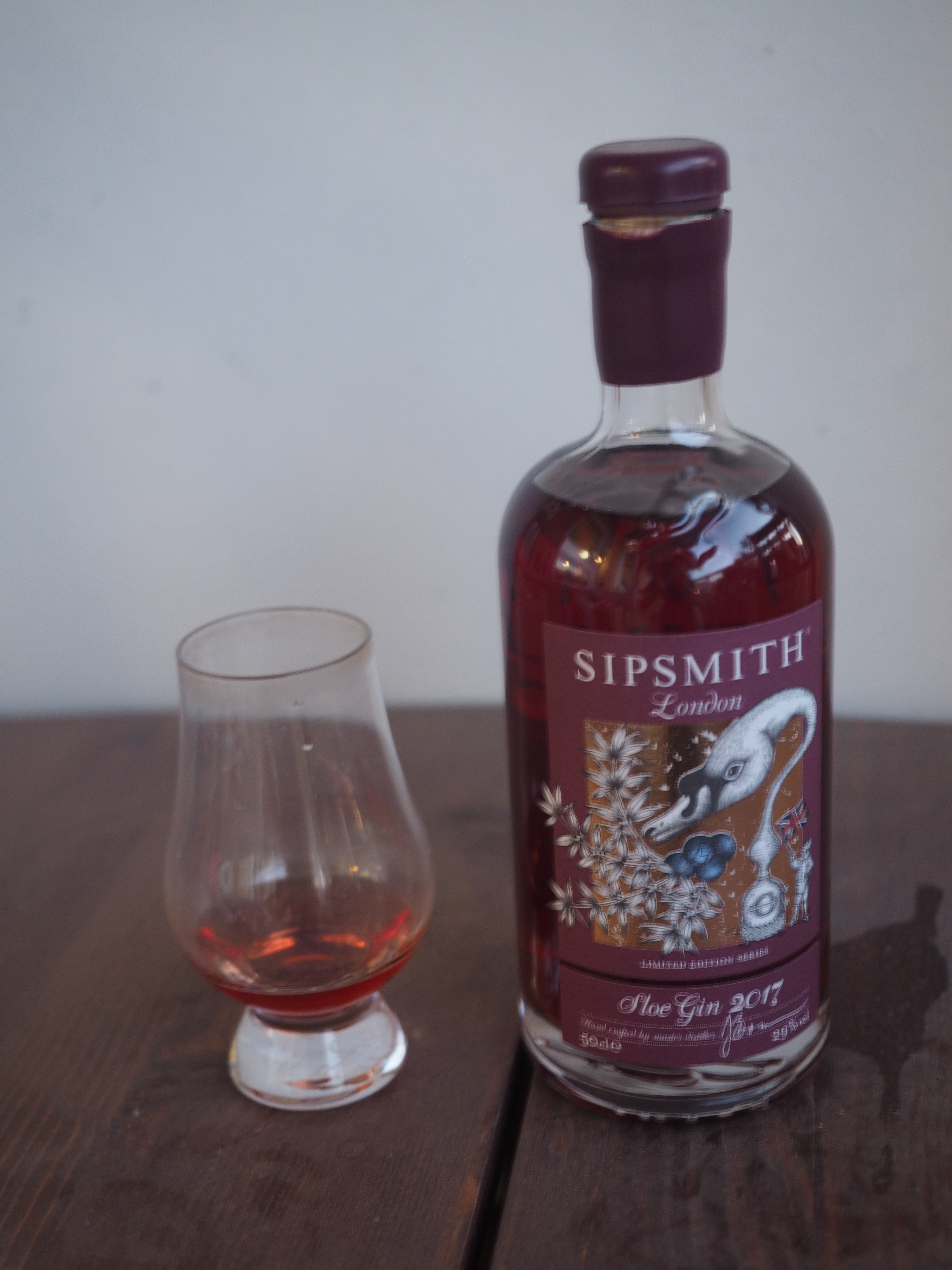
Sipsmith Sloe Gin

Sipsmith ist eine englische 2009 gegründete Mikrodestillerie in London, die Gin und Wodka produziert. Sie ist die erste Kupferbrennerei, die seit fast zwei Jahrhunderten im Großraum London eröffnet wurde. Seit Dezember 2016 ist sie eine Tochtergesellschaft von Beam Suntory.

## Geschichte
Sipsmith wurde von Sam Galsworthy und Fairfax Hall, ehemaligen Mitarbeitern von Fuller’s bzw. Diageo, und Jared Brown, dem Master Distiller von Sipsmith, 2009 gegründet. Der Getränke- und Spirituosenhistoriker und Verleger hat in den letzten 12 Jahren Spirituosen in Schweden, Norwegen, Vietnam und in den USA entwickelt.
Die Sipsmith-Brennblase wurde von dem deutschen Brennblasenhersteller Christian Carl entworfen und hergestellt. Diese Kupferbrennblase mit dem Namen „Prudence“ hat ein Fassungsvermögen von 300 Litern (66 imp gal; 79 US gal). Prudence hat eine besondere Form, die an einen Schwan erinnert, der ebenfalls das Etikett aller Sipsmith Produkte prägt. Zusammen mit der Marke wurde Prudence von Perry Haydn Taylors Agentur Big Fish entworfen. Am 16. Dezember 2016 wurde bekannt gegeben, dass Beam Suntory eine Mehrheitsbeteiligung an Sipsmith für eine ungenannte Summe übernommen hat, aber dass Sam Galsworthy, Fairfax Hall und Jared Brown weiterhin die Brennerei leiten werden. Im Dezember 2016 wurde Sipsmith von der japanischen Beam Suntory, einer Tochtergesellschaft der Suntory Beverage & Food Ltd, für 50 Millionen Pfund übernommen.